# Kalabaka
Kalabaka (grško Καλαμπάκα, latinizirano: Kalabáka, alternativno Kalambaka in Kalampaka) je mesto in sedež občine Meteora v regionalni enoti Trikala, del Tesalije v Grčiji. Po popisu leta 2011 je bilo 12.000 prebivalcev, od tega 8330 v ožjem mestu. V bližini mesta so samostani Meteora. Kalabaka je severozahodni terminal starih tesalskih železnic, ki je zdaj del OSE (Organizacija grških železnic - grško Οργανισμός Σιδηροδρόμων Ελλάδος).

## Zgodovina
Grški napis na steni ene najstarejših mestnih cerkva (Sv. Janeza Krstnika) priča o obstoju starogrške naselbine pod imenom Aiginion.
V 10. stoletju našega štetja je bil znan kot Stagoi (Σταγοί), bizantinska trdnjava in škofija (ime za mesto še vedno uporablja grška pravoslavna cerkev). Od srednjeveških spomenikov je ohranjena le cerkev Marijinega vnebovzetja. Bila je stavba iz poznega 11. ali zgodnjega 12. stoletja, zgrajena na ostankih starejše, poznoantične cerkve. Relikvije starogrškega templja – verjetno boga Apolona – so vgrajene v zid najstarejše in najbolj znane cerkve v mestu, posvečene Devici Mariji.
Stagoi se prvič omenja v diatipozi bizantinskega cesarja Leona VI. Modrega (886-912). Leta 1163 se omenja grad Stagoi. Leta 1204 je Stagoj padel pod Epirski despotat. Konec 13. stoletja so pripadli vojvodini Neopatriji. Leta 1334 jih je ponovno prevzel epirski despot Ivan II. Orsini, kmalu zatem pa so spet prišli pod nadzor Bizantinskega cesarstva. Leta 1348 so jih osvojili Srbi Štefana Dušana. Svoj vrhunec so dosegli pod vladavino njegovega brata kralja Simeona Uroša. Ko so Osmani osvojili Tesalijo, je Kalabaka prešla pod upravno oblast paše Larise in kasneje sandžaka Trikala.
Pred šestimi ali sedmimi stoletji so ga poimenovali Kalabaka. Je turškega izvora in pomeni 'močna trdnjava'.

### Škofijska zgodovina
Od začetka 10. stoletja se je Stagoi imenoval škofovski sedež, zato je ves srednji vek užival privilegije in donacije bizantinskih cesarjev. Imel je znatna zemljišča in imel odvisne kmete v sosednjih naseljih. Poleg polj severozahodne Tesalije je njeno ozemlje vključevalo obsežno gorsko območje v Aziji in osrednjem Pindu. Škofija Stagoi, sufraganija metropolije Larisa, se je z nekaj majhnimi prekinitvami obdržala do leta 1900, ko je bila združena s škofijo Trica v metropolijo Trica in Stagoi s sedežem v mestu Trikala. Ponovno je bilo ustanovljeno leta 1991 in od takrat deluje kot metropola Stagoi in Meteora s sedežem v mestu Kalabaki.

### Pokrajina
Provinca Kalabaka (grško Επαρχία Καλαμπάκας) je bila ena od provinc prefekture Trikala. Imela je isto ozemlje kot sedanja občina Meteora. Leta 2006 je bila ukinjena.

## Geografija
Mesto Kalambaka leži ob vznožju samostanov Meteora v skrajnem severozahodnem delu nižine Tesalije, ki jo tvorijo reka Pinios in njeni pritoki. Mestno okrožje se razprostira na približno 48 km² od samostanov Meteora severovzhodno od mesta na nasprotni strani reke Pinios do severovzhodnih grebenov Koziakas, ki na zahodu meji na Tesalsko nižino in predstavlja vzhodni začetek Pindskega gorstva.
Okrožje Kalambaka vključuje dve vasi Agia Paraskevi in Vitoumas, ki sta južno na drugi strani reke Pinios. Samo mesto Kalambaka je imelo po štetju 2011 8619 prebivalcev.
Kalabaka je bila izbrana za enega najlepših krajev v Grčiji v oddaji Skai TV I LOVE GR.

### Podnebje
Mesto Kalambaka ima celinsko podnebje v Sredozemlju. Zima je mokra in ostra, medtem ko je poletje mokro in vroče. Jesen in pomlad sta deževni, z dovolj mraza in vlage.

## Znamenitosti
V mestu Kalambaka so Muzej grškega izobraževanja, sodobna knjižnica Kalambaka in Muzej naravne zgodovine in muzej gob ter cerkev Marijinega vnebovzetja.
Stavbe železniške postaje Kalambaka so bile razvrščene kot zgodovinski spomeniki.